# Dydyńscy herbu Gozdawa
Dydyńscy v. Dedyńscy herbu Gozdawa – najstarsi znani członkowie rodu to Piotr i Paweł z Węgier. Kazimierz III Wielki w 1361 r. nadał im za oddane mu wielkie zasługi herb szlachecki Gozdawa oraz miejscowości Boiszcza, Wistok i Radoszyce w ziemi sanockiej. Z dwóch braci Piotr był protoplastą Balów, Humnickich i Bireckich, a Paweł Dydyńskich i Jurjowskich. Paweł miał trzech synów z Wichną z rodu Janinów: Pełkę, Zygmunta i Mikołaja.

## Pełka
Ożenił się z Fienną z Pobiednej, jest protoplastą Jurjowskich. Dziedzic Srogowa i Jurjowic.

## Zygmunt
Współdziedzic Srogowa i Jurjowic. Zmarł w 1434 roku.

## Mikołaj
Dziedzic Dydyni i Temeszowa. Zmarł przed 1430 rokiem. Miał synów Pawła i Mikołaja z Małgorzatą z rodu Gryfów. Jego synowie udowodnili pochodzenie szlacheckie i oczyścili się z zarzutu grabieży. Mikołaj Został dziedzicem Dydni.

## Rodzina Dydyńskich
Od Mikołaja Dydyńskiego z Dydni powstała cała rodzina Dydyńskich
Piotr Dydyński, pisarz ziemski sanocki (1553) miał synów: Stanisława, Piotra, Mikołaja, Jerzego i Jana. Jerzy syn Piotra, pisarza sanockiego, stolnik sanocki (1597) z drugiej żony Rokoszównej miał synów: Jacka, Zygmunta, Władysława, Andrzeja, Przecława, Stefana, Mikołaja i Łukasza.

## Jacek Dydyński
Był nieco odmiennym Dydyńskim z powodu herbu. Jego herb to Nałęcz. Szlachcic zwany w pierwszej połowie XVII wieku Jackiem nad Jackami, urodził się w Niewistce – niewielkiej wiosce położonej na północ od Sanoka. Był bohaterem i pierwszą szablą dawnej Ziemi Sanockiej (dziś powiaty: brzozowski, sanocki i bieszczadzki województwa podkarpackiego), znano go z honorowego postępowania i błyskotliwej, szlacheckiej fantazji. Był zajezdnikiem, najemnikiem wynajmującym się szlachcie do zajazdów, zwad i porachunków. Jeśli któryś z panów braci sanockich chciał wyegzekwować wyrok, porwać pannę, zalać sadła za skórę sąsiadowi, mógł zdać się na usługi Dydyńskiego, który całą rzecz szybko i skutecznie załatwił. Jacek nad Jackami walczył w chorągwiach sławnych Lisowszczyków – oddziałach polskiej lekkiej jazdy walczących w Wielkim Księstwie Moskiewskim i Wojnie Trzydziestoletniej. Przez pewien czas służył Stadnickim, wkrótce jednak sprzykrzył sobie tę kompanię i przeszedł do ich wroga – Konstantego Korniakta. Potem służył Stanisławowi Krasickiemu, podczaszemu łomżyńskiemu, który ubiegał się o starostwo po ojcu – Jerzym, uznanym za słabego na umyśle. W roku 1639 wystąpił zbrojnie przeciwko kasztelanowi wyszogrodzkiemu Maciejowi Sicińskiemu, który usiłował zagarnąć dla siebie dobra, które należały wcześniej do Jerzego Krasickiego; później z kolei przystał do najzacieklejszych wrogów Stanisława Krasickiego – książąt Sanguszków, za co podczaszy groził mu śmiercią.
Dydyński zginął w podeszłym wieku, w roku 1649 pod Zborowem, walcząc ze zbuntowanymi kozakami w chorągwi powiatowej Ziemi przemyskiej, pod komendą Zygmunta Przedwojowskiego.
Autentyczna postać stolnika sanockiego Jacka Dydyńskiego – z racji swojej sławy i umiejętności zwanego „Jackiem nad Jackami”. Był on klasycznym wynalazkiem swojej epoki. W kraju, gdzie szlacheckie procesy ciągnęły się nierzadko latami istniało duże zapotrzebowanie na osoby gwarantujące szybką i skuteczną egzekucje praw. Osoby takie – często nazywane „czarnymi szablami” – pochodziły głównie ze średniozamożnej szlachty, a ich głównym zajęciem było organizacja zajazdów (legalnych i nielegalnych), zagarnianie cudzych włości lub ochrona przed nadgorliwym sąsiadem. Tam, gdzie coś się działo, zawsze można było liczyć na osoby pokroju Dydyńskiego, które za trzos monet podejmowały się każdego, nawet najbardziej niebezpiecznego zadania.

## Jerzy, Paweł i Jacek Dydyńscy
Synowie Jacka i Anny z Pruszkowskich: Jerzy, Paweł, Michał i Jacek, procesowali Krasickich w latach 1684–1708.
- Jacek – Stolnik owrucki 1692 r.
- Jerzy – Wojski podolski, z którego urzędu zrezygnował 1702 r.
- Paweł – Pozostawił syna Michała, towarzysza pancernego 1731, następnie pułkownika wojsk koronnych i stolnika latyczowskiego 1742, po którym z żony, Marianny z Gledzianowa Siekierzyńskiej zostało kilkoro dzieci. Z nich:
- Józef – skarbnik grabowski 1750, skarbnik krasnostawski 1765, wojski mniejszy 1770, a większy krasnostawski 1772, podstoli chełmski 1775, podczaszy 1778, stolnik 1787, w końcu chorąży krasnostawski 1790, kawaler orderu Św. Stanisława 1792.Pozostawił synów: Tadeusza i Kajetana komorników granicznych chełmskich w 1785, Wojciecha księdza i córki: Izabelę, Kajetanę, Annę i Klarę.
- Marcin – drugi syn Michała, chorąży pancerny, skarbnik grabowski 1744, łowczy chełmski 1750, kasztelan lubaczowski 1761. W 1781 był kandydatem do kasztelanii bełskiej. Żonaty z Katarzyną Nitosławską, nabył Deszkowce około 1761. Synowie jego: Michał szambelan królewski i Franciszek udowodnili pochodzenie swoje szlacheckie 1782 r. w sądzie ziemskim bełskim. Potomkowie Franciszka wywiedli się ze szlachectwa w guberni Podolskiej Imperium Rosyjskiego.

## Dydyńscy rodowitą szlachtą
Podolska Szlachecka Deputacja, a następnie Rządzący Senat Imperium Rosyjskiego uznał Dydyńskich za rodowitą szlachtę na mocy Dekretów:
W dniu 11 marca 1829 roku pod nr 2184:
Stanisława – Franciszka – Marcina i Ferdynanda – Marcina – Stanisława synów Franciszka, wnuków Marcina, prawnuków Michała a praprawnuków Pawła.
W dniu 20 maja 1844 roku pod nr 9359;
Michała – Włodzimierza, Jana – Gustawa i Stanisława – Ambrożego – Mariana synów Stanisława –
Franciszka – Marcina, wnuków Franciszka.
W dniu 31 stycznia 1895 roku pod nr 562:
Eustachego syna Stanisława – Ambrożego – Mariana.

## Eustachy syn Stanisława Dydyńskiego
Mieszkaniec powiatu rówieńskiego guberni Wołyńskiej ze wsi Hołubne Eustachy syn Stanisława Ambrożego Mariana Dydyńskiego w oparciu o Dekret Rządzącego Senatu Imperium Rosyjskiego z dnia 31 stycznia 1895 roku pod nr 562 pragnąc zostać zaliczonym do liczby szlachty guberni Wołyńskiej oraz zapisanie do Ksiąg Szlachty złożył podanie do Wołyńskiej Szlacheckiej Deputacji w dniu 26 stycznia 1913 roku.
W dniu 1 lutego tegoż roku przedstawił dokument na prawo własności z Łuckiego notarialnego archiwa wydany w dniu 30 czerwca 1909 roku pod nr 942 świadczący o posiadanie przez niego majątku we wsi Hołubne powiatu rówieńskiego guberni Wołyńskiej.
Z decyzji Podolskiego Szlacheckiego Zgromadzenia Deputatów po sprawie o dołączeniu Eustachego Dydyńskiego do rodu Dydydńskich wynika, że on się urodził w dniu 27 maja 1864 roku i został ochrzczony 12 lipca 1870 roku z rodziców prawowitych małżonków: Stanisława Ambrożego Mariana i Heleny Pietrowej Dydyńskich. Świadectwo metrykalne wydane w dniu 18 marca 1893 r. za nr 3954 Podolskim Konsystorzem Duchownym.
Rządzący Senat Imperium Rosyjskiego zgodnie z decyzją Podolskiego Szlacheckiego Zgromadzenia Deputatów uznał w przywileju szlacheckim z zapisaniem do części VI Ksiąg Szlachty Eustachego syna Stanisława Dydyńskiego.
Wołyńska Szlachecka Deputacja dwoma swoimi decyzjami uznała zapisanie do Ksiąg Szlachty guberni Wołyńskiej Eustachego syn Stanisława Dydyńskiego w dniu 6 lutego 1913.
Z umowy o kupno majątku Hołubne wynika, że szlachcic Eustachy syn Stanisława Dydyński w dniu 10 lipca 1909 roku nabył u szlachcica Piotra syna Mikołaja Wroczyńskiego za kwotę 65 000 rubli majątek Hołubne o łącznej powierzchni 487 dziesięcin ziemi razem z młynem i innymi zabudowami przynależnymi do tego majątku.
Według spisu ziemian guberni Wołyńskiej szlachcic Eustachy syn Stanisława Dydyńskiego posiadał na własność w roku:
- 1911-487 dziesięcin ziemi we wsi Hołubne [Gołubno]
- 1913-400 dziesięcin ziemi we wsi Hołubne [Gołubno]

Przed II wojną światową Hołubne wieś ukraińska, w której żyły 3 polskie rodziny nauczycieli i do 1942 r. 2-3 rodziny żydowskie. Jesienią 1941 r. Ukraińcy zamordowali 3-osobową rodzinę nauczycieli Polaków.

## Podsumowanie
Dydyńscy przynależą do szeregu najstarożytniejszych rodzin, szlachectwo której nie budzi wątpliwości, od wieków znana, zamożna i wpływowa rodzina w Koronie. Eustachy syn Stanisława Dydyńskiego uznany w przywileju szlacheckim Dekretem Senatu Imperium Rosyjskiego w roku 1895 przybył na Wołyń na początku XX wieku gdzie w roku 1909 nabył majątek Hołubne u szlachcica Piotra syna Mikołaja Wroczyńskiego, gdzie mieszkał do rewolucji bolszewickiej w Rosji 1917, a następnie do II wojny światowej. Jest potomkiem wspomnianej i opisywanej rodziny Dydyńskich h. Gozdawa przez Adama Bonieckiego. Na podstawie uzyskanych danych w trakcie badania wstępnego powstał szkic drzewa rodzinnego Dydyńskich h. Gozdawa. Historyczne korzenia tego rodu sięgają w głąb wieków. Starożytna i zasłużona rodzina, wielokrotnie wylegitymowana.